# Università di Maastricht
L'Università di Maastricht (in olandese Universiteit Maastricht, da cui la sigla UM) è un'università pubblica olandese, che sorge nella città di Maastricht, nei Paesi Bassi. Fondata nel 1976, l'università è la seconda più giovane dei Paesi Bassi. Conta circa 21.000 studenti, di cui il 55% sono stranieri.  La quasi totalitá dei corsi insegnati all'UM sono in lingua inglese. Il metodo di insegnamento usato è il Problem Based Learning (PBL) basato su dibattiti e discussioni in classe tra gli studenti coordinati da un professore o tutor.
Oltre ai campus satellitari situati a Venlo e a Bangalore, l'Universitá di Maastricht ha inaugurato nel 2010 il suo terzo campus nel cuore di Bruxelles.

## Storia
L'Università fu fondata con il nome di Rijksuniversiteit Limburg nel 1976 ma fu mutato in Universiteit Maastricht nel 1996 per poi assumere la denominazione ufficiale di Maastricht University nel 2008 per essere facilmente riconosciuta anche a livello internazionale.

## Organizzazione
L'università ha due sedi (centro e Randwyck) e sei facoltà: 
- Facoltà di Lettere e Scienze Sociali
- Scuola di Economia e Commercio
- Scuola di Giurisprudenza
- Facoltà di Scienze ed Ingegneria
- Facoltà di Salute, Medicina e Scienze della Vita
- Facoltà di Psicologia e Neuroscienze

L'università dispone di un ottimo ospedale, l'AZM, ed è anche riconosciuta come una tra le migliori d'Europa.

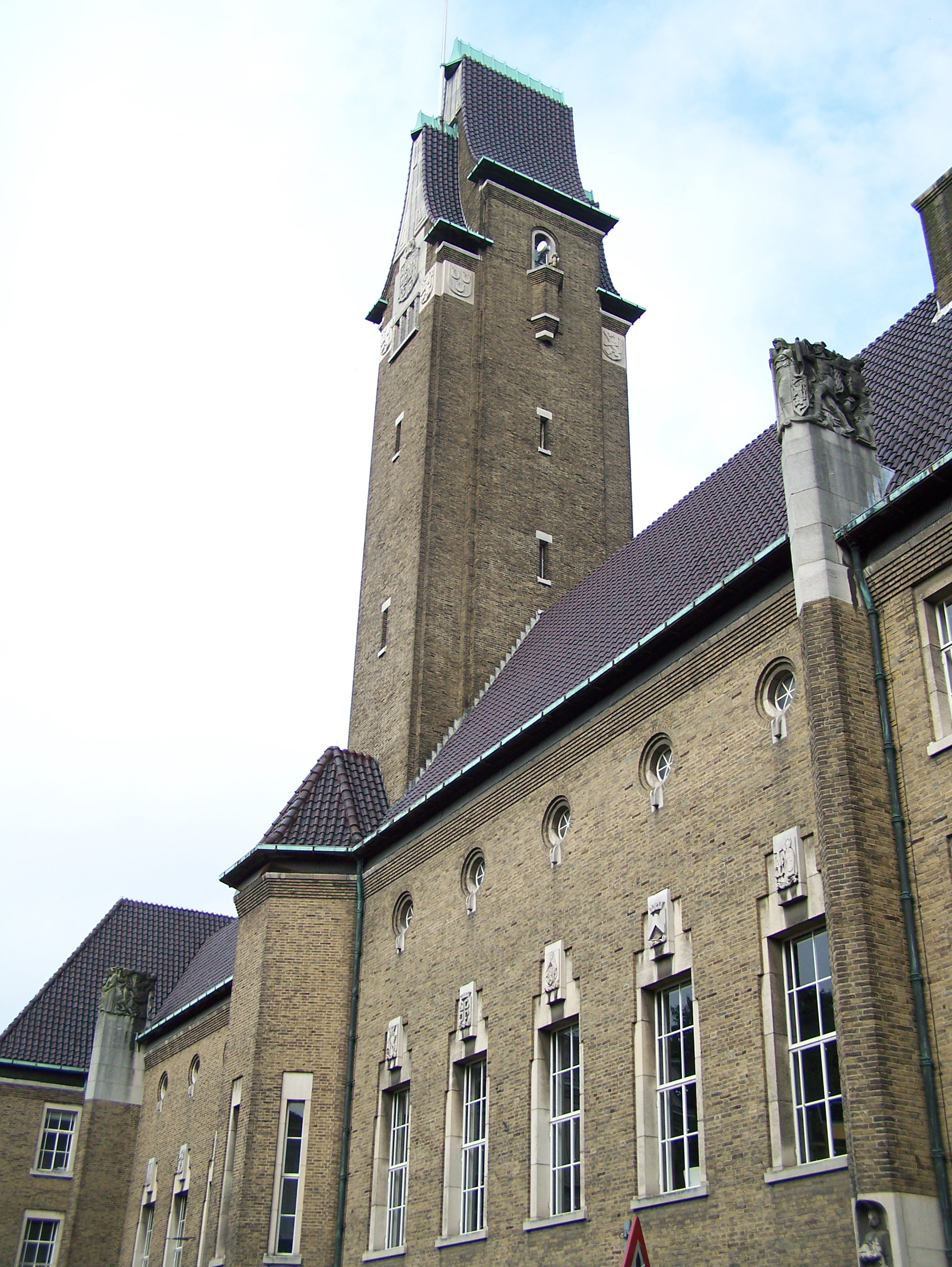
Facoltà di Giurisprudenza
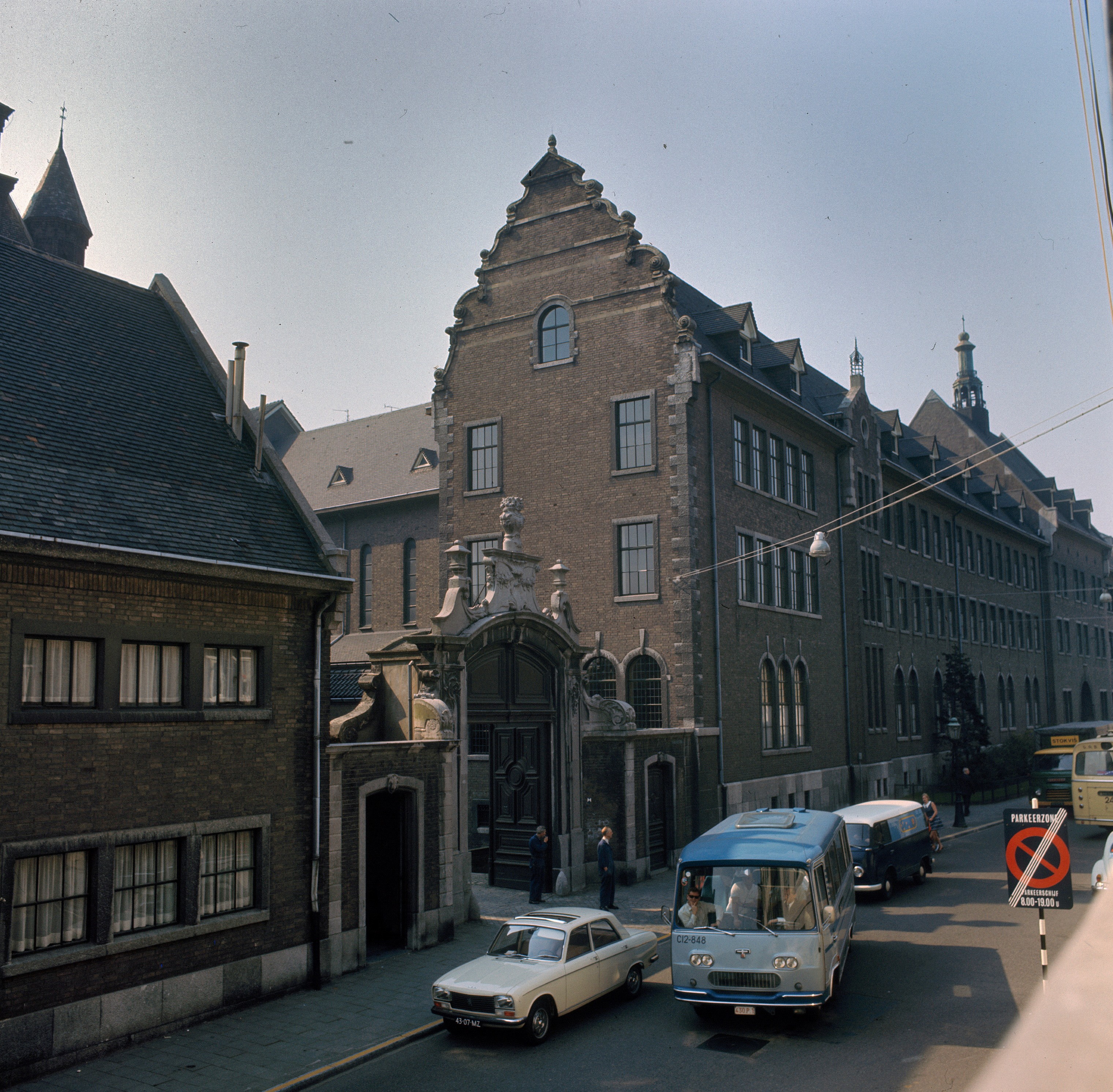
Scuola di Economia e Commercio
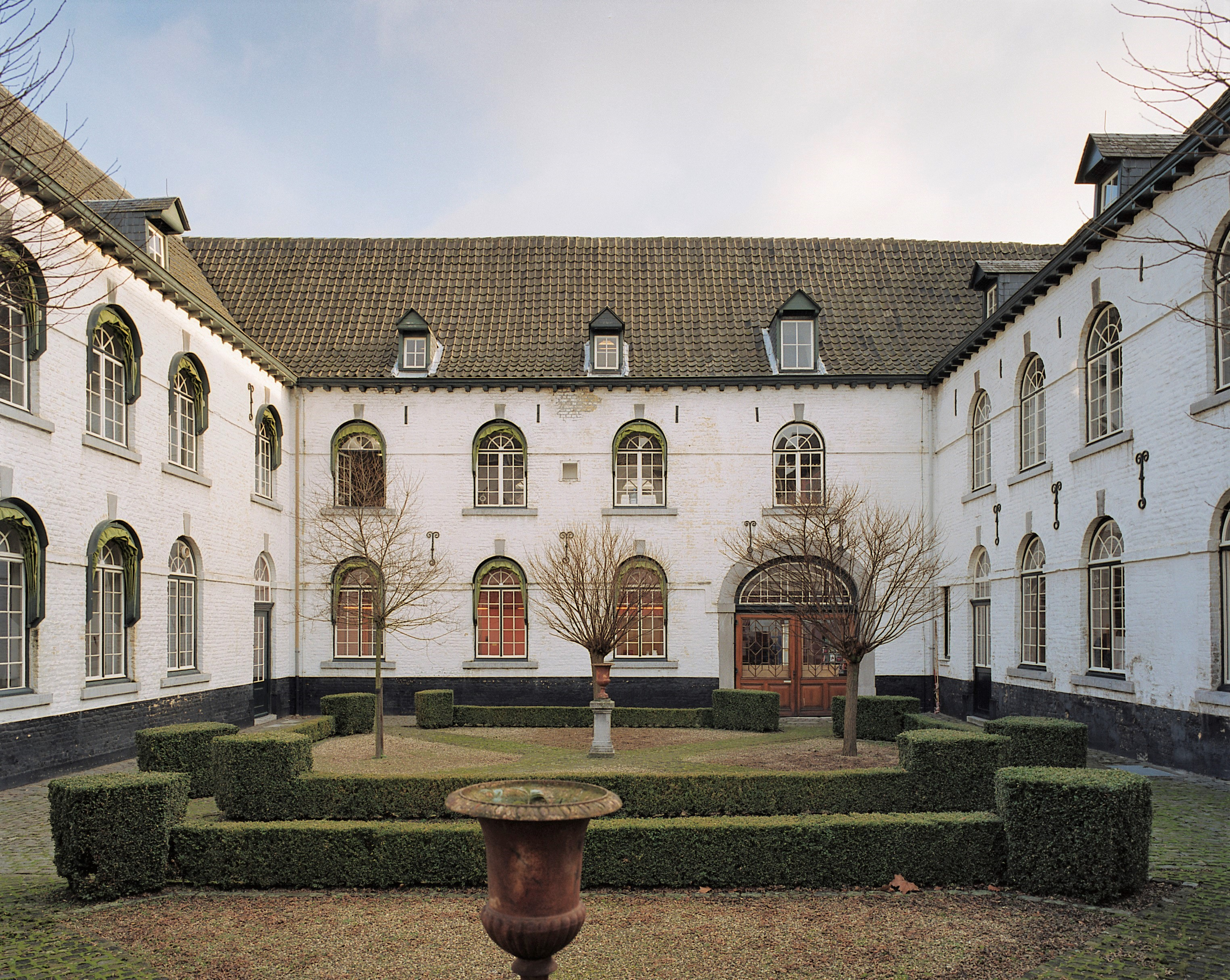
University College Maastricht
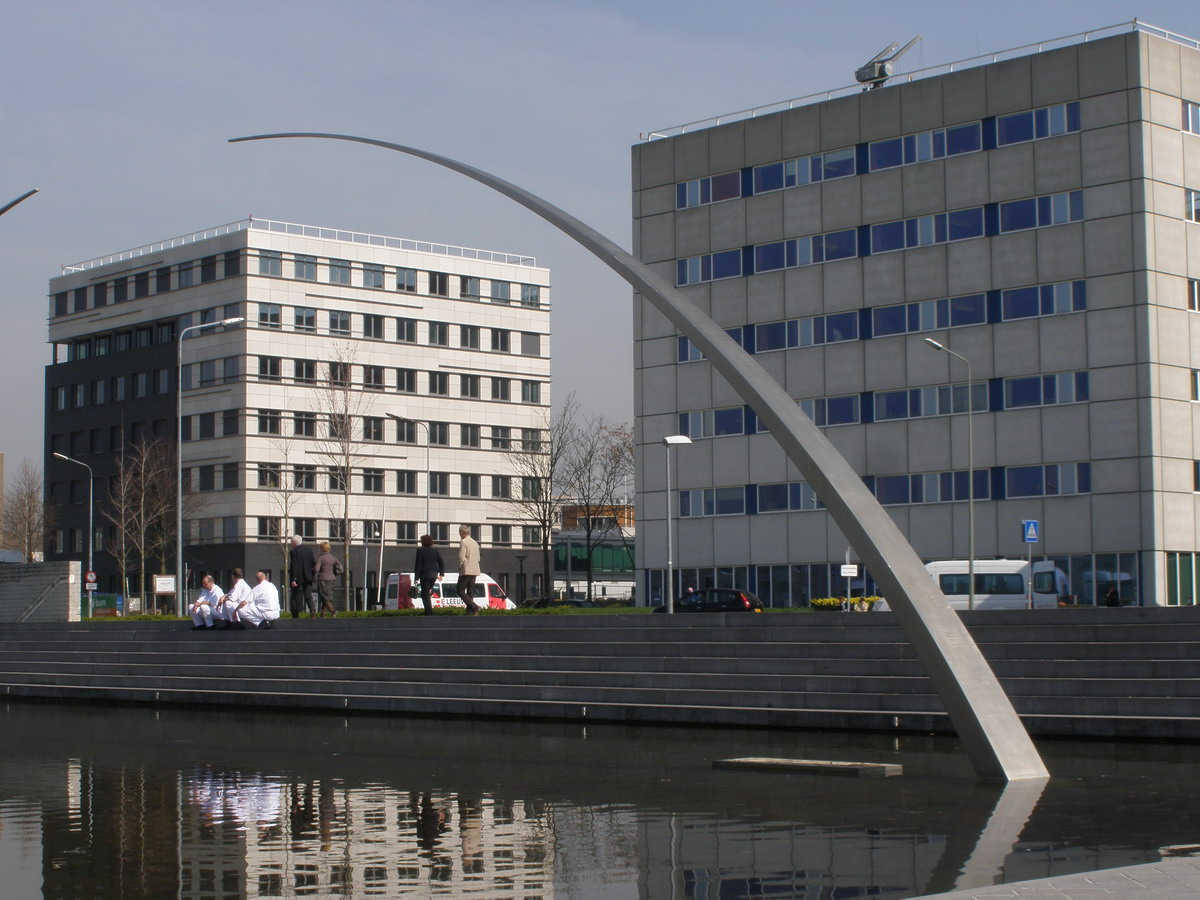
AZM ospedale universitario